# تپه لتی
تپه لتی مربوط به دوران پیش از تاریخ ایران باستان است و در شهرستان اقلید، بخش حسن‌آباد، دهستان حسن‌آباد واقع شده و این اثر در تاریخ ۲ آبان ۱۳۸۲ با شمارهٔ ثبت ۱۰۴۹۳ به‌عنوان یکی از آثار ملی ایران به ثبت رسیده است.